# Vi Lärare
Vi Lärare är Sveriges Lärares förbundstidning och innehåller nyheter och reportage om utbildningsområdet samt lärarnas fackliga frågor. Tidningen Vi Lärare och dess digitala kanaler skapades via ett samgående av tidningen Läraren, som gavs ut av Lärarförbundet, och Skolvärlden, som gavs ut av Lärarnas Riksförbund, första januari 2023 när de båda lärarfacken skapade det nya fackförbundet Sveriges Lärare.
Tidningen Lärarens föregångare grundades 1881 under namnet Svensk Läraretidning av Emil Hammarlund och utkom med första numret 12 december 1881.
Tidningen Skolvärlden grundades 1901 under namnet Tidning för Sveriges Läroverk (förkortat TfSL) och bytte namn till Skolvärlden år 1963
Lärarens föregångare:
- 1882–1932, Svensk Läraretidning

- 1933–1946, Svensk Lärartidning
- 1947–1956, Folkskolan. Svensk lärartidning
- 1957–1966, Lärartidningen och Folkskolan (1957–1963)
- 1967–1990, Lärartidningen / Svensk skoltidning
- 1990–2020, Lärarnas tidning
- 2020–2022, Läraren
- 2023–, Vi Lärare

Skolvärldens föregångare:
- 1901–1963, Tidning för Sveriges Läroverk

- 1963–2022, Skolvärlden